# August Complex

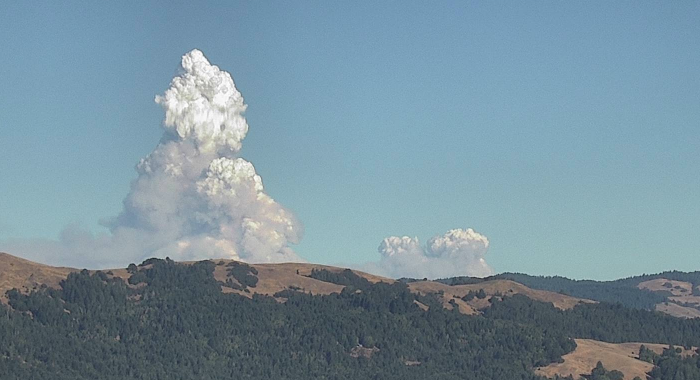
Rauchentwicklung während der Brände

Der August Complex war ein Waldbrandereignis im Kalifornischen Küstengebirge in Nordkalifornien in den Countys Glenn, Lake, Mendocino, Tehama, Trinity und Shasta. Der Großbrand entstand aus 38 separaten Bränden, die durch Blitzeinschläge am 16. und 17. August 2020 verursacht wurden. Vier der größten Brände, der Doe-, Tatham-, Glade- und der Hull-Brand, verschmolzen bis zum 30. August zu einem großen Waldbrand. Am 9. September übertraf das Doe Fire, der Hauptbrand des August Complex, den Mendocino Complex von 2018 und wurde sowohl der größte Einzelbrand als auch der größte Brandkomplex seit Beginn der Aufzeichnungen in Kalifornien. Am 10. September verschmolz das Doe Fire auch mit dem Elkhorn Fire und dem Hopkins Fire und wuchs erheblich an Größe. Bis er am 12. November gelöscht wurde, hatte der August Complex insgesamt 417.898 Hektar (1.032.648 Acres) bzw. 4.180 km² (1.614 Quadratmeilen) verbrannt. Dies entspricht in etwa 1 % der Fläche Kaliforniens.
Das Feuer brannte hauptsächlich innerhalb des Mendocino National Forest, aber auch in den Shasta-Trinity National Forest und den Six Rivers National Forest im Norden sowie in das umliegende Land in Privatbesitz griffen Teile des Feuers über. Große Bereiche der Yolla Bolly-Middle Eel Wilderness und der Yuki Wilderness wurden ebenfalls verbrannt. Schwieriges Gelände, kombiniert mit konstant starkem Wind und Rekordhitze, erschwerte die Löscharbeiten. Obwohl mehr als 2.900 Einsatzkräfte bis Mitte September zur Bekämpfung des Feuers eingesetzt wurden, dauerte es fast drei Monate, bis das Feuer vollständig eingedämmt war. Der U.S. Forest Service leitete die Löscharbeiten mit Unterstützung des California Department of Forestry and Fire Protection (Cal Fire).
Aufgrund der immensen Größe des betroffenen Gebiets wurden die Brände als drei bzw. später vier separate Vorfälle innerhalb eines größeren Komplexes verwaltet. Das Doe Fire wurde als August Complex South Zone und das Elkhorn Fire als August Complex North Zone definiert, die später in die August Complex Northwest Zone und die August Complex Northeast Zone unterteilt wurde. Die August Complex West Zone wurde aus den westlichen Teilen des Elkhorn Fire und des Doe Fire ausgegliedert und von Cal Fire verwaltet.
Aufgrund der abgelegenen Lage des Feuers gab es keine zivilen Todesopfer. 935 Gebäude wurden als zerstört gemeldet. Eine Feuerwehrfrau kam ums Leben und mindestens zwei weitere wurden schwer verletzt.

## Verlauf

### August

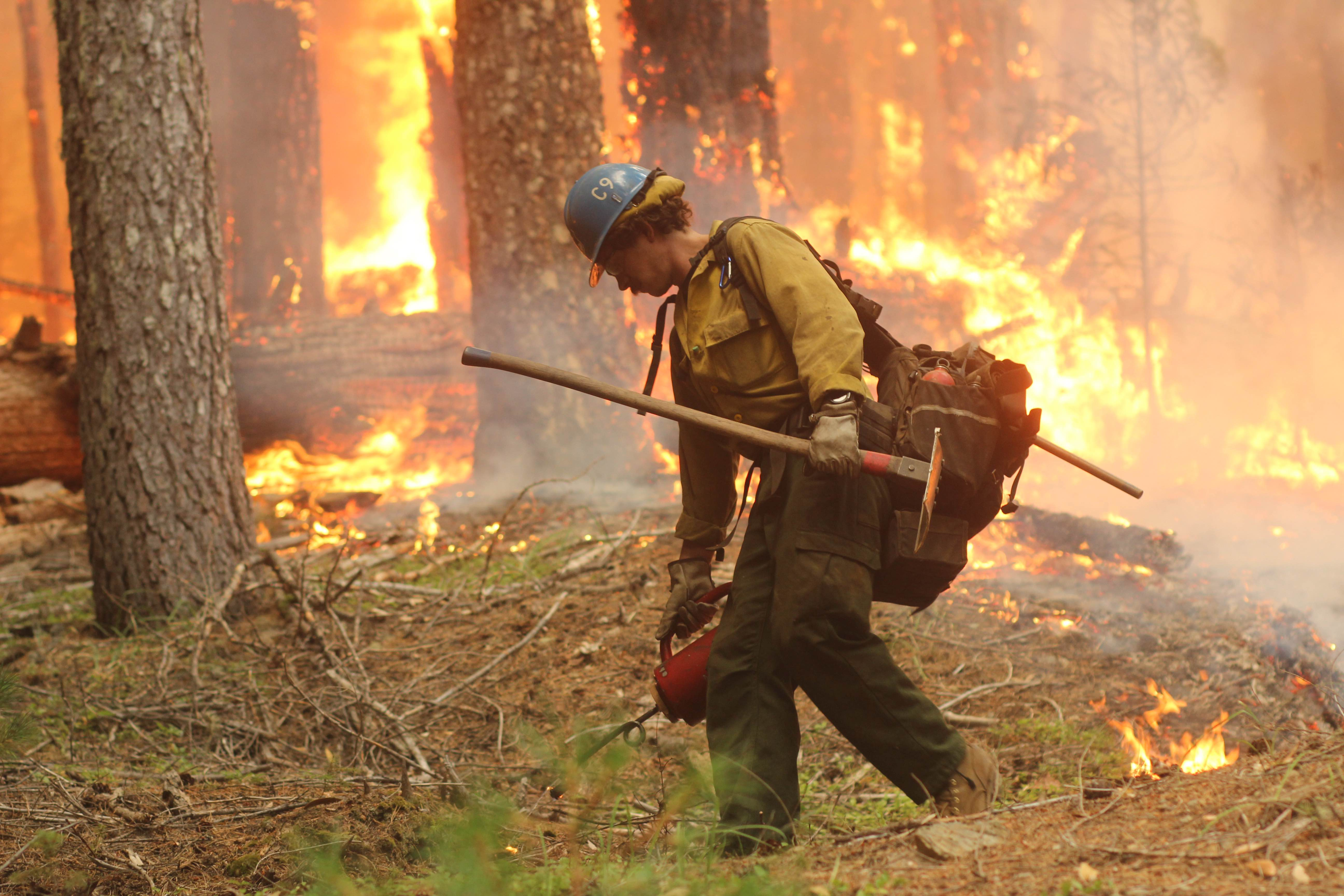
Löscharbeiten

Am frühen Morgen des 17. August zogen Gewitter, die von dem sich abschwächenden tropischen Sturm Fausto nordwärts getragen wurden, über die Bezirke Glenn und Mendocino und entfachten mindestens 13 Brände. Bis 17:00 Uhr PDT war das Doe Fire im Bezirk Glenn, 56 km nördlich von Willows, auf 40 Hektar angewachsen und Feuerwehrleute waren vor Ort. Die meisten Brände befanden sich im Grindstone Ranger District, ein weiterer im Covelo Ranger District, mit Größen von 0,2 bis 6,07 Hektar. Die Gewitteraktivität setzte sich noch einige Tage fort und entzündete am 17. August noch mehr Waldbrände. Am Morgen des 17. August wurde das Elkhorn Fire nördlich des Doe Fire und östlich des Hopkins Fire nahe Maple Creek im Bezirk Tehama entfacht, das zu diesem Zeitpunkt getrennt vom August Complex war. Bis 11:00 Uhr PDT am 17. August waren fünf Brände eingedämmt, während das Doe Fire auf 220 Hektar angewachsen war. Zusätzlich hatte das Box Fire in der Snow Mountain Wilderness 8,1 Hektar erreicht, und die Rockwell- und Pine Kop-Brände westlich von Elk Creek hatten jeweils 71 Hektar bzw. 32 Hektar verbrannt. Unterstützt durch Gewitteraktivität und starken Wind breiteten sich die Brände im Laufe des Tages schnell aus und weitere Brände wurden entdeckt, sodass die Gesamtzahl auf 20 anstieg. Die Beamten des Forest Service beschlossen, diese Brände als ein Ereignis, den August Complex, zu verwalten.
Am Morgen des 18. August wurde das Doe Fire auf 570 Hektar geschätzt, während die Rockwell- und Pine Kop-Brände jeweils 320 Hektar umfassten. Das Box Fire war größtenteils eingedämmt und auf 10 Hektar begrenzt. In den nächsten zwei Tagen ließen heißes, trockenes Wetter und böiger Wind die Brände explosionsartig anwachsen. Zusätzliche Brände wurden entdeckt, wodurch die Gesamtzahl auf 35 anstieg. Bis zum Morgen des 20. August hatten die Brände 26.320 Hektar verbrannt und breiteten sich östlich talwärts aus. Im Bezirk Glenn wurden Evakuierungsbefehle für Teile von Elk Creek, Chrome, Burrows Gap und Red Mountain erlassen, und eine Evakuierungswarnung für die Grindstone Rancheria. Am Nachmittag war der Komplex auf 47.094 Hektar angewachsen. Der gesamte Bezirk Glenn westlich der County Road 306 wurde unter eine Evakuierungsanordnung gestellt. Am 21. August wurde aufgrund der anhaltend hohen Brandgefahr der Mendocino National Forest vorübergehend für die Öffentlichkeit geschlossen.
Bis zum 24. August wurden zwei weitere Brände identifiziert, wodurch die Gesamtzahl der neuen Brände auf 37 und die Gesamtfläche auf 71.930 Hektar anstieg. Zu diesem Zeitpunkt waren einige der größeren Brände zusammengewachsen. Das Doe Fire hatte die Rockwell- und Pine Kop-Brände absorbiert und umfasste 61.950 Hektar. Die Löscharbeiten konzentrierten sich hauptsächlich auf das Doe Fire sowie auf die Tatham- und Glade-Brände, die 3.220 Hektar bzw. 5.620 Hektar verbrannt hatten. Das Hopkins Fire in der Yolla Bolly-Middle Eel Wilderness weiter nördlich war auf 871 Hektar angewachsen und wurde auf weiteres Wachstum überwacht. Zehn Strukturen wurden zerstört, es wurden jedoch keine Todesfälle oder Verletzungen gemeldet. Insgesamt waren 433 Personen dem Feuer zugeteilt. Bis zum 27. August war der Komplex auf 81.126 Hektar angewachsen. Das Doe Fire hatte sich auf 65.691 Hektar ausgedehnt und war zu 31 Prozent eingedämmt, da Feuerwehrleute erfolgreich verhindert hatten, dass das Feuer weiter nach Osten vordringt, und eine Eindämmungslinie nach Westen bauten. Es gab wenig Eindämmung beim Tatham Fire, das nun 3.625 Hektar umfasste, dem Glade Fire, das nun 7.966 Hektar umfasste, und dem Hull Fire, das bei 1.977 Hektar lag. Am 28. August war die Gesamtfläche des Komplexes auf 85.800 Hektar angewachsen und zu 18 Prozent eingedämmt.
Am 29. August absorbierte das Doe Fire das Tatham Fire, während das Hopkins Fire sich östlich in den Shasta-Trinity National Forest ausbreitete. Das Doe Fire war nun zu 52 Prozent eingedämmt, während der Komplex insgesamt bei 18 Prozent blieb, da sich die anderen Brände weiterhin ausbreiteten. Eine Hitzewelle in Kombination mit extrem rauchigen Bedingungen behinderte den Einsatz von Flugzeugen. Am 30. August absorbierte das Doe Fire auch das Hull und Glade Fire, wodurch der Komplex im Wesentlichen zu einem großen Feuer wurde, mit Ausnahme des Hopkins Fire im Norden. Es waren 607 Personen dem Feuer zugeteilt; die Mannschaften stoppten das Vorrücken der Flammen weiter nach Süden in Richtung Lake County, aber das Feuer wanderte weiterhin weitgehend unkontrolliert nach Westen. Eine Eindämmungslinie wurde westlich des Glade Fire in der Nähe des Black Butte River und des Bald Mountain gebaut.

### September

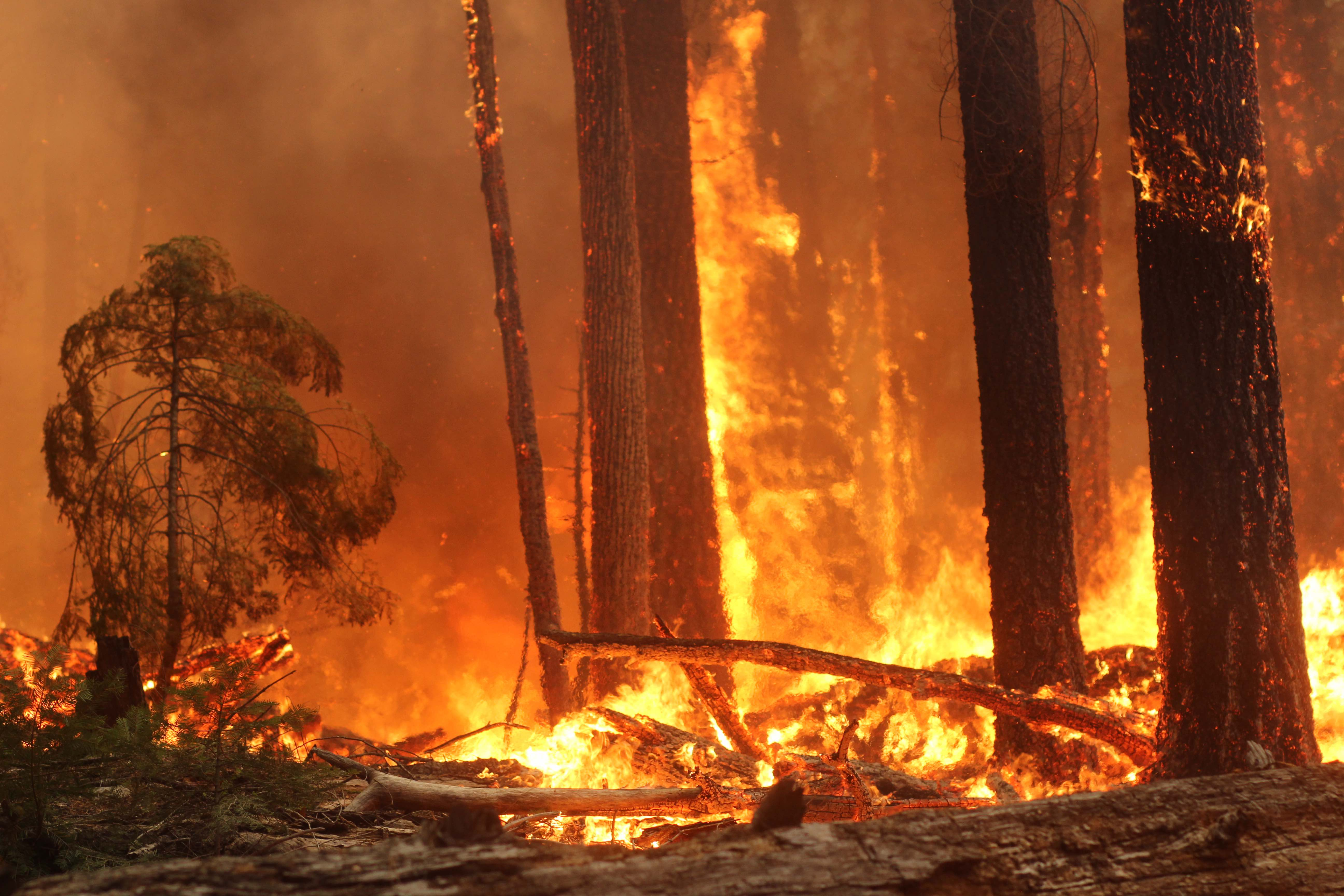
Die Brände vernichten zahlreiche Quadratkilometer Wald

Am 1. September war der Komplex auf 98.315 Hektar angewachsen, hauptsächlich im kombinierten Doe-Glade-Tatham-Hull-Feuer, und war zu 20 Prozent eingedämmt. Feuerwehrleute bauten Eindämmungslinien entlang der Westseite des Doe Fire und der Südseite des Hull Fire. Das Hopkins Fire hatte sich auf 3.024 Hektar ohne Eindämmung ausgeweitet. Eine Feuerwehrfrau wurde bei einem Unfall getötet und eine weitere Person bei der Feuerwehr wurde verletzt. In den nächsten Tagen dehnte sich das Feuer weiter schnell aus und verbrannte etwa 8.100 Hektar pro Tag, sodass es am 4. September eine Größe von 120.705 Hektar erreichte. Die Einsatzkräfte führten kontrollierte Brände zur Verringerung des Brennstoffs westlich des Tatham Fire und nordwestlich des Hull Fire durch. Die erhöhte Brandaktivität im östlichen Mendocino County führte zu einer Evakuierungswarnung für den Mendocino National Forest nördlich des Hull Mountain. Am 5. September gab der National Weather Service eine Brandwetterwarnung aufgrund von starkem Wind und untypisch hohen Temperaturen von 32 bis 43 °C heraus. Am 6. September ließen Flugzeuge Wasser und Brandbekämpfungsmittel auf das Hopkins Fire fallen, das sich auf 6.259 Hektar ausgeweitet hatte. Kontrollierte Brände wurden an der Nordwestseite des Doe Fire durchgeführt, um sich auf extreme Windbedingungen vorzubereiten. Bis zum 7. September war der Komplex auf 141.464 Hektar angewachsen und zu 24 Prozent eingedämmt. Insgesamt arbeiteten 1.138 Personen an dem Feuer.
Am 8. September blieben Evakuierungsbefehle für das westliche Glenn County und das östliche Mendocino County bestehen und wurden auf Teile des nördlichen Lake County ausgeweitet. Starke Diablo-Winde trieben die Brandaktivität voran, halfen jedoch, Rauch nach Westen zu klären und ermöglichten verstärkte Flugzeugeinsätze. Zwischen dem 8. und 9. September wuchsen die Brände schnell, getrieben von starken Ostwinden. Der Komplex wuchs auf 421.899 Acres (170.736 ha) an, wobei das Hopkins Fire 49.887 Acres (20.189 ha) ausmachte. Am 9. September verschmolz das Elkhorn Fire mit dem Hopkins Fire, und das kombinierte Feuer wurde dem Elkhorn Fire-Ereignis zugewiesen und nicht mehr als Teil des August Complex verwaltet. Am selben Tag verschmolz die südliche Front des Elkhorn Fire mit dem nördlichen Teil des Doe Fire im Südwesten des Tehama County, aber der August Complex und das Elkhorn Fire wurden weiterhin als separate Ereignisse verwaltet, um die jeweiligen Einsatzteams auf ihre einzelnen Brandgebiete zu konzentrieren. Am 10. September übersprang der August Complex die Eindämmungslinien im Südwesten, überquerte den Black Butte River und drang in die Yuki Wilderness ein, was Evakuierungen im Lake County nördlich des Lake Pillsbury auslöste. Am Morgen des 10. September wurde der August Complex auf 190.682 Hektar geschätzt, was ihn zum größten Brandkomplex in der Geschichte Kaliforniens machte und das Mendocino Complex Fire von 2018 übertraf, der im südlichen Teil des Mendocino National Forest gebrannt hatte.
Am 10. September wurden die kombinierten Elkhorn- und Hopkins-Brände gemeinsam als Elkhorn Fire verwaltet, das 103.320 Hektar verbrannt hatte. Das Feuer breitete sich schnell in den Six Rivers National Forest aus, übersprang die Schluchten des Mad River und des North Fork Eel River, bevor es den Eel River südlich von Alderpoint überquerte. Evakuierungen wurden im Humboldt County von Bridgeville südlich bis Fort Seward und Alderpoint angeordnet, während die Gebiete von dort westlich bis zum U.S. Highway 101 eine Evakuierungswarnung erhielten.
Am Abend des 10. September verschmolzen der August Complex und die Elkhorn-Brände zu einem einzigen, massiven Waldbrand mit einer Fläche von 294.000 Hektar, der innerhalb weniger Stunden auf 302.141 Hektar anwuchs. Am Morgen des 11. September verwaltete der Forest Service die beiden Brände aufgrund der immensen Größe des Komplexes weiterhin als separate Ereignisse innerhalb des größeren Komplexes. Das Doe Fire im August Complex wurde offiziell als „August Complex South Zone“ bezeichnet, das 198.881 Hektar umfasste und zu 25 Prozent eingedämmt war, während das Elkhorn Fire als „August Complex North Zone“ verwaltet wurde, das immer noch 103.320 Hektar umfasste und zu 27 Prozent eingedämmt war, was dem gesamten Komplex eine Fläche von 302.201 Hektar und eine Eindämmung von 25 Prozent verlieh. Der westliche Teil des Elkhorn Fire wurde als „August Complex West Zone“ bezeichnet und von Cal Fire verwaltet.
Im Laufe des 11. September drang der südwestliche Flügel der South Zone weiter westlich in das Mendocino County vor. Eine Evakuierungsanordnung wurde für Gebiete östlich von Covelo erlassen. Aufgrund der schnellen Ausbreitung des Feuers und des dichten Rauchs in der Gegend hatten die Behörden Schwierigkeiten, die tatsächliche Größe des Feuers abzuschätzen. Am 13. September wurde angenommen, dass das Feuer 355.102 Hektar erreicht hatte. Bis zum 15. September war die Brandfläche auf 321.645 Hektar revidiert worden, da nun bessere Kartendaten verfügbar waren. Die meisten Brandbekämpfungsmaßnahmen konzentrierten sich auf das Gebiet um den Lake Pillsbury in der South Zone, um zu verhindern, dass das Feuer weiter nach Westen vordringt. Kontrollierte Brände und Aufräumarbeiten wurden in den nördlichen und östlichen Teilen fortgesetzt, um die dortigen Brandlinien zu verstärken. Zu diesem Zeitpunkt war das Feuer zu 30 Prozent eingedämmt. In der North Zone drang das Feuer weiter nach Norden vor, übersprang den South Fork Trinity River und rückte in Richtung State Route 36 vor. Feuerwehrleute arbeiteten daran, Häuser rund um den Ruth Lake zu retten.

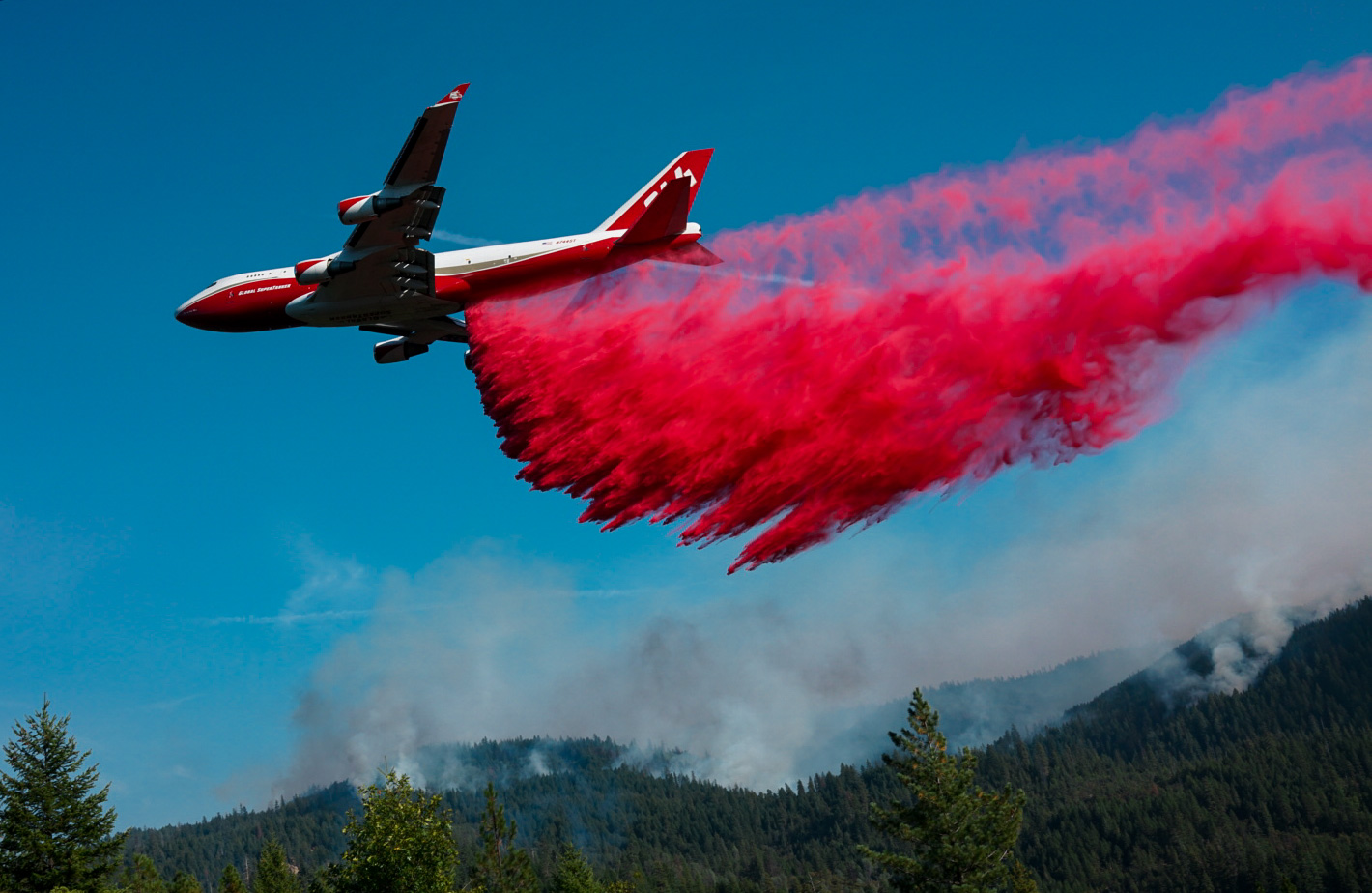
Auch aus der Luft wurde gelöscht

Am 16. September wurde berichtet, dass 35 Gebäude zerstört und 400 weiterhin bedroht waren. In der South Zone breitete sich das Feuer weiter durch die Yuki Wilderness und die Sanhedrin Wilderness aus. In der North Zone konzentrierten sich die Brandbekämpfungsmaßnahmen darauf, das Vorrücken nördlich des South Fork Trinity River zu stoppen. Am 18. September wurden die Evakuierungen im Teil des Glenn County des Mendocino National Forest aufgehoben, da der östliche Flügel des Feuers fast vollständig eingedämmt war. Am 19. September wurden einige Evakuierungen im Mendocino County ebenfalls auf eine Evakuierungswarnung heruntergestuft. Feuerwehrleute führten kontrollierte Brände westlich und nordwestlich des Lake Pillsbury durch. Der gesamte August Complex umfasste 337.059 Hektar und war zu 31 Prozent eingedämmt, wobei sich das Feuer an seinem südwestlichen Flügel weiter ausbreitete.
Bis zum 21. September war ein großer Teil des großen, zuvor unberührten Abschnitts der Yolla Bolly-Middle Eel Wilderness zwischen der North und South Zone verbrannt. Im Trinity County galten Evakuierungsanordnungen für die Gemeinden Ruth, Forest Glen, Post Mountain und Trinity Pines, da die North Zone weiterhin in Richtung State Route 36 vorrückte. Zusätzliche Einsatzkräfte wurden entsandt, um zu verhindern, dass das Feuer die Autobahn überquert.
Am 24. September hielt die North Zone weiterhin südlich der State Route 36, teilweise aufgrund der Gegenbrandmaßnahmen. Die Autobahn war jedoch für den zivilen Verkehr gesperrt. In der South Zone hatten Feuerwehrleute erhebliche Fortschritte dabei gemacht, das Vorrücken in der Nähe des Lake Pillsbury zu stoppen. In der West Zone bedrohte das Feuer weiterhin das Humboldt County. Zu diesem Zeitpunkt waren mehr als 2.000 Einsatzkräfte der West Zone zugeteilt. Am 24. September wurden auch Mitglieder der kalifornischen Nationalgarde in die West Zone entsandt. Der gesamte August Complex umfasste 349.136 Hektar und war zu 38 Prozent eingedämmt.
Am 28. September kam es in der North Zone zu erhöhter Brandaktivität, da eine Hitzewelle und Diablo-Winde die Flammen antrieben. Das Feuer sprang nördlich der State Route 36 und reiste schnell entlang der South Fork Trinity River-Schlucht. Es sprang auch westlich über den Ruth Lake und brannte in Richtung des oberen Van-Duzen-River-Einzugsgebiets und Zenia. Starke Winde trugen Glut bis zu 13 km vor die aktive Feuerfront. Strukturen und Stromleitungen wurden in den Gebieten Ruth Lake und Hettenshaw Valley zerstört gemeldet. Evakuierungsbefehle wurden im Trinity County von Ruth Lake und Mad River westlich bis zur Humboldt-County-Grenze. Evakuierungswarnungen wurden auch für das Humboldt County von Alderpoint bis zur Grenze des Trinity County ausgegeben. In der South Zone hielt das Feuer innerhalb der Eindämmungslinien am Lake Pillsbury, aber Evakuierungsbefehle blieben in den umliegenden Gebieten der Mendocino und Lake Counties bestehen. Am 29. September war der gesamte August Complex auf 379.613 Hektar angewachsen und zu 43 Prozent eingedämmt.

### Oktober
Am 1. Oktober war der August Complex auf 386.682 Hektar angewachsen, wobei die Eindämmung auf 51 Prozent erhöht wurde. Am 5. Oktober war der August Complex auf 405.534 Hektar (1.002.097 Acres) angewachsen, mit einer Eindämmung von 54 Prozent, wobei der Großteil des Wachstums von den nordwestlichen und nordöstlichen Flanken des Feuers stammte. Damit wurde der August Complex zum ersten „Gigafire“ (ein Feuer, das sich über eine Million Acres erstreckt) in der modernen Geschichte Kaliforniens. Aufgrund eines anhaltenden La-Niña-Ereignisses erhielt Kalifornien weniger Niederschlag als üblich, und die Regenzeit begann später als normalerweise im Oktober. Dies führte zu schwierigen Bedingungen für die Feuerwehrleute und verlängerte die Feuersaison.

### November
Nach ein paar kleinen Regenereignissen und günstigem Wetter konnten Feuerwehrleute und Flugzeuge den Großteil des Feuers bis Mitte November eindämmen, wobei am 9. November über 95 % Eindämmung gemeldet wurden. Beamte des Umweltgesundheitsamts von Trinity County warnten, dass das Feuer möglicherweise das Grund- und Oberflächenwasser in bestimmten vom Feuer betroffenen Gebieten verunreinigt haben könnte. Sie warnten davor, Wasser aus der Gegend zu trinken, da das Abkochen von Wasser die Verunreinigungen nicht entfernt. Am 12. November berichtete der Forest Service, dass der August Complex endlich zu 100 % eingedämmt sei und das kombinierte Vorfallmanagement am selben Tag aufgelöst wurde.